# One57
One57 (lub też Carnegie 57) – wieżowiec zaprojektowany przez Christiana de Portzamparca znajdujący się w Nowym Jorku na Manhattanie w dzielnicy Midtown Manhattan pod adresem 157 West 57th Street. 
Budowa rozpoczęta w 2009 została ukończona w połowie 2014 roku. 

## Ogólne informacje
One 57 został zaprojektowany przez francuskiego architekta Christiana de Portzamparca, laureata Nagrody Pritzkera w 1994 roku. Deweloperem jest Extell Development Company.
Budynek ma wysokość 306 metrów do dachu. Jest jednym z nielicznych wieżowców w USA z wysokością powyżej 300 metrów, które nie posiadają specjalnego zwieńczenia lub innych dodatkowych elementów w postaci iglicy bądź też anteny, więc pułap ten jest również wysokością maksymalną. Obiekt posiada ogółem 75 kondygnacji nadziemnych.
Koszt budowy szacowany jest na 1,3 mld USD.
29 października 2012 roku dźwig pracujący na budowie szczytu wieżowca został obalony przez wichurę przechodzącego huraganu Sandy.